# Boda judía en Marruecos
Boda judía en Marruecos (en francés, Noce juive au Maroc) es una pintura del romántico francés Eugène Delacroix, pintada seguramente en 1839 con apuntes y esbozos hechos durante su viaje a Marruecos. Se sabe que Delacroix asistió a una boda en Tánger. El cuadro se encuentra en el museo del Louvre, en París. 

## Descripción
El cuadro muestra el patio interior de una casa marroquí en la cual se ha reunido mucha gente, con diferentes posturas, gestos y miradas. Al fondo, unos hombres sentados tañen instrumentos musicales mientras una mujer baila. Las personas forman un ruedo con un vacío en el centro, y en medio del cuadro hay una pared blanca, hechos que pueden remitir a la ausencia de la novia en esta ceremonia.

## Estilo
El cuadro tiene un tema orientalista, muy del gusto de los románticos. Los colores son los típicos de Delacroix, pasteles, con fuertes contrastes con negro y pequeñas manchas de colores primarios y muy vivos (rojo, morado, amarillo y blanco) que restituyen la luminosidad de los colores orientales. La escena tiene mucha profundidad, conseguida por las líneas arquitectónicas pero sobre todo por los contrastes de luz y sombra.